# 湯姆·索普
湯姆·索普（英語：Tom Thorpe；1993年1月13日—）是一位英格蘭足球運動員。在場上的位置是中後衛。他現在效力於印度超級聯賽球隊加爾各答。他也代表英格蘭各級國家青年足球隊參賽。

## 外部連結
- 足球数据库：湯姆·索普的球员统计数据
- Profile （页面存档备份，存于） at redStat.co.uk